# Nasib Farah
Nasib Farah (født 1981 i Somalia) er en dansk filminstruktør med dansk-somalisk baggrund.

## Baggrund
Under borgerkrigen i Somalia i 1990'erne sendte Farahs familie ham ud af landet, så han som 12-årig kom til Europa - først Tyskland og siden Danmark, hvor han fik status som uledsaget flygtning og voksede op på Dansk Røde Kors Center Avnstrup ved Lejre. Han er uddannet som sælger og har desuden arbejdet som freelance-journalist og været aktiv i frivilligt arbejde for unge dansk-somaliere. Farah bor i dag i Odense med sin danskfødte kone og tre børn.

## Film
I 2010 var Farah tilrettelægger og spillede en hovedrolle i filmen Min fætter er pirat, instrueret af Christian Sønderby Jepsen. Farah debuterede som instruktør i 2015 med dokumentarfilmen Krigerne fra Nord (instrueret sammen med Søren Steen Jespersen), der handler om unge dansk-somaliere, der bliver hvervet af den yderligtgående islamistiske organisation Al-Shabaab. Filmen blev nomineret til en Robert som Årets Korte Dokumentarfilm og vandt en pris på den canadiske filmfestival Hot Docs. I 2018 fulgte samme makkerpar op med dokumentarfilmen Den fortabte kriger.

## Filmografi
| År   | Film                                                                     | Rolle                       | Genre       |
| ---- | ------------------------------------------------------------------------ | --------------------------- | ----------- |
| 2010 | Min fætter er pirat                                                      | Tilrettelægger, Medvirkende | Dokumentar  |
| 2014 | Ekstra Bladet uden for citat                                             | Medvirkende                 | Dokumentar  |
| 2014 | Snapdocs - Her er Jonas mistænkte morder                                 | Redaktion                   | Dokumentar  |
| 2015 | Krigerne fra Nord                                                        | Instruktør                  | Dokumentar  |
| 2016 | Mogadishus soldater                                                      | Konsulent                   | Dokumentar  |
| 2017 | Præsidenten fra Nordvest                                                 | Produktionsleder i Somalia  | Dokumentar  |
| 2018 | Den fortabte kriger                                                      | Instruktør                  | Dokumentar  |
| 2019 | Q's barbershop                                                           | Instruktørassistent         | Documentary |
| 2021 | Boksedreng fra blokken 1:10 – Rida vil være Tyson                        | Tilrettelægger              | Dokumentar  |
| 2021 | Boksedreng fra blokken 2:10 – Rida vil ikke være med i en bande          | Tilrettelægger              | Dokumentar  |
| 2021 | Boksedreng fra blokken 3:10 – Rida har fødselsdag                        | Tilrettelægger              | Dokumentar  |
| 2021 | Boksedreng fra blokken 4:10 – Rida bliver måske smidt ud af bokseklubben | Tilrettelægger              | Dokumentar  |
| 2021 | Boksedreng fra blokken 5:10 – Rida bokser sin første kamp                | Tilrettelægger              | Dokumentar  |
| 2021 | Boksedreng fra blokken 6:10 – Rida laver en rapsang om Vollsmose         | Tilrettelægger              | Dokumentar  |
| 2021 | Boksedreng fra blokken 7:10 – Rida møder Vollsmoses varmeste rapper      | Tilrettelægger              | Dokumentar  |
| 2021 | Boksedreng fra blokken 8:10 – Rida bokser sin sværeste kamp              | Tilrettelægger              | Dokumentar  |
| 2021 | Boksedreng fra blokken 9:10 – Rida er til demonstration                  | Tilrettelægger              | Dokumentar  |
| 2021 | Boksedreng fra blokken 10:10 – Vollsmose forever                         | Tilrettelægger              | Dokumentar  |
| 2021 | Boksedreng fra blokken 12 - Bar' smil                                    | Tilrettelægger              | Dokumentar  |
| 2021 | Bortført af min mor og far 1:4 - Flugten fra Lalandia                    | Tilrettelægger              | Dokumentar  |
| 2021 | Bortført af min mor og far 2:4 - Knivoverfaldet                          | Tilrettelægger              | Dokumentar  |
| 2021 | Bortført af min mor og far 3:4 - Livet i genopdragelses lejren           | Tilrettelægger              | Dokumentar  |
| 2021 | Bortført af min mor og far 4:4 - Flugten fra Somalia                     | Tilrettelægger              | Dokumentar  |